# Опыт (катер, 1806)
«Опыт» — парусный 14-пушечный катер русского флота, участник англо-русской войны.

## Описание судна
Парусно-гребной одномачтовый катер с деревянным корпусом. Длина судна составляла 20,1 метра, ширина по сведениям из различных источников от 6,68 до 6,7 метра, а осадка от 2,8 до 2,84 метра. Вооружение судна составляли четырнадцать 12-фунтовых карронад, а экипаж состоял из 53-х человек.
Катер был одним из шести парусных и парусно-гребных судов Российского императорского флота, носивших это наименование. В составе Балтийского флота также несли службу одноимённые парусные шхуны 1819 и 1847 годов постройки, в составе Черноморского флота — одноимённая транспорт, а затем бомбардирский корабль 1825 года постройки и парусная шхуна 1852 года постройки, в составе Каспийской флотилии — одноимённая шхуна 1843 года постройки.
В составе Российского императорского флота в 1807 и 1808 годах командиром катера «Опыт» служил Г. И. Невельской.

## История службы

### В составе Российского императорского флота
Катер «Опыт» был заложен на стапеле Главного адмиралтейства в Санкт-Петербурге в 1805 году и после спуска на воду 9 (21) октября 1806 года вошёл в состав Балтийского флота России. Строительство вёл корабельный мастер И. В. Курепанов.
В 1807 году выходил в плавание в Финский залив. В кампанию следующего 1808 года принимал участие в боевых действиях против флотов Англии и Швеции на Балтийском море. 28 мая (9 июня) 1808 года пришел в составе отряда капитана 2-го ранга графа Л. П. Гейдена к Свеаборгу для усиления его обороны. 4 (16) июня корвет «Шарлотта» и катер «Опыт» были направлены в поход

«для крейсирования от сего порта до Гангута, располагая плавание ваше по сей части Финского залива так, чтобы оба берега его были осматриваемы и для того одно из судов, вам поручаемых, должно держаться ближе к южным берегам, но так, чтобы оба судна были в виду один от другого и могли взаимно через сигналы иметь сношение и в случае надобности соединиться вскоре».

Корвет, встретив у Гангута значительное количество неприятельских судов, уклонился от столкновения с ними и укрылся. «Опыт» же, потеряв «Шарлотту» из вида, вернулся обратно в порт выхода, но по приказу вице-адмирала А. А. Сарычева был отправлен на её поиски.
На подходе к острову Нарген экипаж катера заметил трёхмачтовое судно без флага и вымпела, которое капитан сперва принял за «Шарлотту» и направил к нему катер. На расстоянии пушечного выстрела судно, оказавшееся 50-ти пушечным английским фрегатом «Сальсет», сделало холостой залп и подняло английский флаг. Несмотря на неравенство сил, «Опыт» вступил в бой с противником. Стихнувший в начале сражения ветер дал возможность катеру на веслах удалиться от неприятеля. Появилась надежда укрыться за Наргенскими мелями. Но прежде чем «Опыт» подошел к отмелям, налетевшим шквалом ветра катер положило на бок, изорвав у него все паруса и переломав вёсла. Усилившийся ветер позволил фрегату быстро догнать катер и открыть по нему огонь с близкого расстояния. Команда «Опыта» отбивала атаки противника в течение четырёх часов, и только после того как катер начал тонуть, получив сильные повреждения в рангоуте и корпусе, была вынуждена сдаться в виду серьёзных ранений и безвыходности положения. При этом команда катера так и не спустила Андреевский флаг. Когда вступившие на палубу «Опыта» англичане пожелали спустить кормовой флаг, то это оказалось невозможным, до такой степени крепко прикручен он был веревками к флагштоку.
Тяжело раненого командира катера Г. И. Невельского на шлюпке доставили на борт английского фрегата. Лорд Батус «в уважение блистательной храбрости русских» отказался принять саблю от Г. И. Невельского со словами: «Кому же она нужна, как не такому храбрецу, как вы». Оставшиеся в живых русские моряки были освобождены, а Г. И. Невельского отправили на лечение в Либаву. Император Александр I, узнав об этом бое, повелел «чтобы Невельской никогда и ни на каком корабле под командой не состоял, а всегда быть бы командиром». Невельскому было выдано 3000 рублей награды из сумм Его Величества, a команде сокращена служба, и «люди назначены на придворные суда».

### В составе Британского флота
Катер «Опыт» был зачислен в состав Английского флота под именем «HMS Baltic». Продан в 1810 году в Англии, в том же году оказался в Бостоне, США. Впоследствии именно на этом катере первые переселенца прибыли на острова Тристан-да-Кунья и провозгласили там государство Островов Рефрешмент («Острова Подкрепления»).